# Tvoje lice zvuči poznato (1. sezona)
Prva sezona hrvatske pjevačke emisije Tvoje lice zvuči poznato s prikazivanjem je započela 5. listopada, a završila 21. prosinca 2014. godine. Sezona se prikazivala svake nedjelje u 20 sati na kanalu Nova TV. 
Pobjednik sezone bio je Mario Petreković.

## Produkcija

### Voditelji
- Igor Mešin
- Rene Bitorajac

### Žiri
U prvoj sezoni showa tri stalna člana žirija su:
- Goran Navojec, glumac
- Sandra Bagarić, operna pjevačica
- Tomo In Der Mühlen, producent i DJ

#### Gostujući članovi žirija
- Mislav Čavajda
- Joško Čagalj Jole
- Boris Đurđević
- Nina Badrić
- Enis Bešlagić
- Indira Levak
- Emilija Kokić
- Jelena Rozga
- Luka Nižetić
- Tonči Huljić
- Nives Celzijus
- Severina

### Ostala ekipa
- Martina Tomčić kao vokalni trener
- Ivana Husar kao vokalni trener
- Igor Barberić kao plesni trener
- Sandra Bagarić kao dramski trener

## Natjecatelji
U prvoj sezoni iz tjedna u tjedan nastupalo je osam kandidata.
| Natjecatelj           | Godina rođenja | Mjesto rođenja     | Zanimanje                                 |
| --------------------- | -------------- | ------------------ | ----------------------------------------- |
| Ronald Braus          | 1973.          | Rovinj, Hrvatska   | Operni pjevač                             |
| Giuliano              | 1973.          | Split, Hrvatska    | Pjevač                                    |
| Jasna Palić-Picukarić | 1970.          | Zagreb, Hrvatska   | Kazališna, filmska i televizijska glumica |
| Baby Dooks            | 1974.          | Zagreb, Hrvatska   | Producent i pjevač                        |
| Andrea Andrassy       | 1985.          | Zagreb, Hrvatska   | Stand-up komičarka                        |
| Vanda Winter          | 1984.          | Zagreb, Hrvatska   | Glumica i pjevačica                       |
| Mario Petreković      | 1972.          | Bjelovar, Hrvatska | Stand-up komičar, radijski i TV voditelj  |
| Minea                 | 1977.          | Zagreb, Hrvatska   | Pjevačica i voditeljica                   |

### Pregled ostvarenih pobjeda
Tablica prikazuje ukupan poredak prema ostvarenim pobjedama u emisijama prije finalne.
| Rb. | Natjecatelj           | Broj pobjeda |
| --- | --------------------- | ------------ |
| 1.  | Mario Petreković      | 2 + finale   |
| 2.  | Vanda Winter          | 2            |
| 3.  | Giuliano              | 2            |
| 4.  | Baby Dooks            | 2            |
| 6.  | Renata Končić Minea   | 1            |
| 7.  | Jasna Palić Picukarić | 0            |
| 8.  | Ronald Braus          | 0            |

## Pregled epizoda

### Prva epizoda – 5. listopada 2014.
| Natjecatelj           | Transformacija | Pjesma                      |
| --------------------- | -------------- | --------------------------- |
| Ronald Braus          | Tom Jones      | "Delilah"                   |
| Giuliano              | Mišo Kovač     | "Dalmacija u mom oku"       |
| Jasna Palić-Picukarić | Dolly Parton   | "Jolene"                    |
| Baby Dooks            | Joe Cocker     | "You can leave your hat on" |
| Andrea Andrassy       | Lana Del Rey   | Born to die                 |
| Vanda Winter          | Britney Spears | "...Baby, one more time"    |
| Mario Petreković      | Mrle           | "Profesor Jakov"            |
| Minea                 | Jole           | "Bijela boja"               |

### Druga epizoda – 12. listopada 2014.
| Natjecatelj           | Transformacija    | Pjesma                             |
| --------------------- | ----------------- | ---------------------------------- |
| Ronald Braus          | Robbie Williams   | "Let me entertain you"             |
| Giuliano              | Amy Winehouse     | "Rehab"                            |
| Jasna Palić-Picukarić | Jessica Rabbit    | "Why don't you do right"           |
| Baby Dooks            | Marina Perazić    | "Program tvog kompjutera"          |
| Andrea Andrassy       | Oliver Dragojević | "Što učinila si ti"                |
| Vanda Winter          | Zdravko Čolić     | "Pjevam danju, pjevam noću"        |
| Mario Petreković      | Beyoncé           | "Single Ladies"                    |
| Minea                 | Nancy Sinatra     | "These boots are made for walking" |

### Treća epizoda – 19. listopada 2014.
| Ntajecatelj           | Transformacija         | Pjesma                 |
| --------------------- | ---------------------- | ---------------------- |
| Ronald Braus          | Indira Levak           | "Tako ti je, mali moj" |
| Giuliano              | / Željko Bebek         | "Da je sreće bilo"     |
| Jasna Palić-Picukarić | Davor Gobac            | "Donna"                |
| Baby Dooks            | Psy                    | "Gangnam Style"        |
| Andrea Andrassy       | Kasandra               | "Sladoled"             |
| Vanda Winter          | Florence & The Machine | "You've got the love"  |
| Mario Petreković      | Jim Morrison           | "Touch me"             |
| Minea                 | MC Hammer              | "Can't touch this"     |

### Četvrta epizoda – 26. listopada 2014.
| Natjecatelj           | Transformacija              | Pjesma                         |
| --------------------- | --------------------------- | ------------------------------ |
| Ronald Braus          | Ivo Robić i Zdenka Vučković | "Mala djevojčica"              |
| Giuliano              | Freddie Mercury             | "Break free"                   |
| Jasna Palić-Picukarić | Madonna                     | "Vogue"                        |
| Baby Dooks            | Jasenko Houra               | "Heroj ulice"                  |
| Andrea Andrassy       | Tony Cetinski               | "Nek' ti bude ljubav sva"      |
| Vanda Winter          | Nina Badrić                 | "Moje oči pune ljubavi"        |
| Mario Petreković      | Dino Dvornik                | "Hipnotiziran"                 |
| Minea                 | Kylie Minogue               | "Can't Get You Out of My Head" |

### Peta epizoda – 2. studenog 2014.
| Natjecatelj           | Transformacija   | Pjesma                            |
| --------------------- | ---------------- | --------------------------------- |
| Ronald Braus          | Aki Rahimovski   | "Ugasi me"                        |
| Giuliano              | / Neda Ukraden   | "Da se nađemo na pola puta"       |
| Jasna Palić-Picukarić | Zlatko Pejaković | "Misli svatko da je meni lako"    |
| Baby Dooks            | Halid Bešlić     | "Miljacka"                        |
| Andrea Andrassy       | Shakira          | "Waka Waka)"                      |
| Vanda Winter          | Stevie Wonder    | "I just called to say I love you" |
| Mario Petreković      | Tina Turner      | "Proud Mary"                      |
| Minea                 | Boy George       | "Karma Chameleon"                 |

### Šesta epizoda – 9. studenog 2014.
| Natjecatelj           | Transformacija    | Pjesma                    |
| --------------------- | ----------------- | ------------------------- |
| Ronald Braus          | Jasmin Stavros    | "Umoran"                  |
| Giuliano              | Mick Jagger       | "Satisfaction"            |
| Jasna Palić-Picukarić | Pharrell Williams | "Happy"                   |
| Baby Dooks            | Klapa Maslina     | "Da te mogu pismon zvati" |
| Andrea Andrassy       | Senna M           | "Beba"                    |
| Vanda Winter          | Axl Rose          | "Sweet Child O'Mine"      |
| Mario Petreković      | Ricky Martin      | "Livin' La Vida Loca"     |
| Minea                 | Siniša Vuco       | "Crna žena"               |

### Sedma epizoda – 16. studenog 2014.
| Natjecatelj           | Transformacija   | Pjesma              |
| --------------------- | ---------------- | ------------------- |
| Ronald Braus          | Sanja Doležal    | "Ja sam za ples"    |
| Giuliano              | Emilija Kokić    | "Rock Me"           |
| Jasna Palić-Picukarić | Tajči            | "Hajde da ludujemo" |
| Baby Dooks            | / Daniel Popović | "Džuli"             |
| Andrea Andrassy       | Severina         | "Moja štikla"       |
| Vanda Winter          | Loreen           | "Euphoria"          |
| Mario Petreković      | Doris Dragović   | "Marija Magdalena"  |
| Minea                 | Ruslana          | "Wild dances"       |

### Osma epizoda – 23. studenog 2014.
| Natjecatelj           | Transformacija  | Pjesma                        |
| --------------------- | --------------- | ----------------------------- |
| Ronald Braus          | Tereza Kesovija | "Prijatelji stari, gdje ste?" |
| Giuliano              | Bon Jovi        | "It's my life"                |
| Jasna Palić-Picukarić | Jelena Rozga    | "Bižuterija"                  |
| Baby Dooks            | Esma Redžepova  | "Čaje šukarije"               |
| Andrea Andrassy       | Michael Jackson | "Bad"                         |
| Vanda Winter          | Cyndi Lauper    | "Girls just wanna have fun"   |
| Mario Petreković      | Andrea Bocelli  | "Con te partiro"              |
| Minea                 | Billy Idol      | "Dancing with myself"         |

### Deveta epizoda – 30. studenog 2014.
| Natjecatelj           | Transformacija  | Pjesma                      |
| --------------------- | --------------- | --------------------------- |
| Ronald Braus          | Raffaella Carra | "A far l'amore comincia tu" |
| Giuliano              | Tarkan          | "Şimarik"                   |
| Jasna Palić-Picukarić | Rednex          | "Cotton Eyed Joe"           |
| Baby Dooks            | James Brown     | "I feel good"               |
| Andrea Andrassy       | Giuliano        | "Srna i vuk"                |
| Vanda Winter          | Vanna           | "Tek je 12 sati"            |
| Mario Petreković      | Alka Vuica      | "Laži me"                   |
| Minea                 | Luka Nižetić    | "Proljeće"                  |

### Deseta epizoda – 7. prosinca 2014.
| Natjecatelj           | Transformacija      | Pjesma                  |
| --------------------- | ------------------- | ----------------------- |
| Ronald Braus          | Zvonko Bogdan       | "Evo banke, cigane moj" |
| Giuliano              | Josipa Lisac        | "Magla"                 |
| Jasna Palić-Picukarić | Ljiljana Nikolovska | "Kokolo"                |
| Baby Dooks            | Gipsy Kings         | "Volar"                 |
| Andrea Andrassy       | Gusttavo Lima       | "Balada"                |
| Vanda Winter          | / Kaoma             | "Lambada"               |
| Mario Petreković      | Lionel Richie       | "All Night Long"        |
| Minea                 | Jennifer Lopez      | "Let's Get Loud"        |

### Jedanaesta epizoda – 14. prosinca 2014.
| Natjecatelj           | Transformacija      | Pjesma                      |
| --------------------- | ------------------- | --------------------------- |
| Ronald Braus          | Vlado Kalember      | "Evo noći, evo ludila"      |
| Giuliano              | Lou Bega            | "Mambo nr. 5"               |
| Jasna Palić-Picukarić | Danijela Martinović | "Brodolom"                  |
| Baby Dooks            | Outkast             | "Hey ya"                    |
| Andrea Andrassy       | Lady GaGa           | "Poker Face"                |
| Vanda Winter          | Enrique Iglesias    | "Bailamos"                  |
| Mario Petreković      | Maroon 5            | "Moves like Jagger"         |
| Minea                 | Cher                | "If I Could Turn Back Time" |

### Dvanaesta epizoda (finale) – 21. prosinca 2014.
| Natjecatelj           | Transfromacija             | Pjesma                    |
| --------------------- | -------------------------- | ------------------------- |
| Giuliano              | Lenny Kravitz              | "Are You Gonna Go My Way" |
| Baby Dooks            | Katy Perry                 | "California Gurls"        |
| Vanda Winter          | Rihanna                    | "S&M"                     |
| Mario Petreković      | Bruno Mars                 | "Treasure"                |
| Ronald Braus          | Dino Merlin i Ivana Banfić | "Godinama"                |
| Jasna Palić-Picukarić | Dino Merlin i Ivana Banfić | "Godinama"                |
| Andrea Andrassy       | Wham                       | "Last Christmas"          |
| Minea                 | Wham                       | "Last Christmas"          |

## Vanjske poveznice
- Official Site
- Službena Facebook stranica
- Službeni Youtube kanal
- Službeni Instagram profil
- Službeni Twitter profil